# Лютка (притока Лютянки)
Лютка — річка в Україні, у Великоберезнянському районі Закарпатської області. Права притока Лютянки (басейн Дунаю).

## Опис
Довжина річки приблизно 5,6 км.

## Розташування
Бере початок на північному заході від Гострої Гори. Тече переважно на північний захід і в селі Люта впадає у річку Лютянку, ліву притоку Ужа.